# كوثر رمزي
كوثر رمزي (17 يونيو 1931 - 2 سبتمبر 2018)، ممثلة مصرية. بدأت مشوارها الفني في الإذاعة، ثُم عملت أدوار صغيرة في السينما والمسرح والتليفزيون، وكان قد أُتيح لها دور أقرب إلى البطولة في فيلم نداء الحب ورغم ذلك لم تستفد من التجربة، حيثُ قامت بدور الأم الشعبية.

## حياتها الشخصية
وُلدت كوثر في 17 يونيو 1931، ووالدها هو الفنان إبراهيم محمد فوزي، خبير التراث المسرحي بمعهد الفنون المسرحية. كانت مُتزوجة من مدير أمن شركة أدكو للأدوية، ولم تُنجب منه أي أطفال، وبعد وفاته بحوالي 21 عامًا، أكملت حياتها بمنزل أخيها أنور رمزي.

### مقتل ذكرى
ظهرت كوثر بقوة تحت الأضواء بعد مقتل صديقتها الفنانة التونسية ذكرى، حيث استضافتها وسائل الإعلام العربية والأجنبية، وظلت هي الشاهدة الأقوى في تلك القضية.
كانت كوثر صديقةً مُقربة من ذكرى التونسية، حيث كانت تطلق عليها ذكرى لقب "ماما كوثر"، وتستضيفها في منزلها للجلوس معها، وفي 28 نوفمبر 2003، استدعتها صديقتها ذكرى إلى منزلها في حي الزمالك ليلة مقتلها، ولكن لم تكن كوثر من ضمن ضحايا المذبحة التي ارتكبها زوج الفنانة التونسية، رجل الأعمال أيمن السويدي، الذي قام بطرد كوثر من البيت فورَ وصوله، وألقى لها حذاءها على السلم، وفي صباح اليوم التالي علمت بخبر مقتل صديقتها على يد زوجها.

## أعمالها
كان أول ظهور سينمائي لكوثر رمزي من خلال فيلم نداء الحب عام 1954، كما شاركت فيما يزيد على 70 فيلمًا، منها: مجرم مع مرتبة الشرف، وزنقة الستات، والمطربون في الأرض، وسنوات الشقاء والحب، ودرب العوالم، ومصيدة الذئاب، ومهمة في تل أبيب، وأبو كرتونة، وغيرها من الأفلام.
شاركت أيضًا في أكثر من 100 مسلسل من بينها: أبو العلا البشري، ويوميات ونيس، وحارة العوانس، وسوق الخضار، ولا أحد ينام في الإسكندرية، وحكايات المدندش، وقمر، وأبو ضحكة جنان، وحاميها حراميها، والبيت، والوالدة باشا وغيرها، كما شاركت فيما يقارب 35 مسرحية، ومنها: الفتى الشرير، والمصيدة، والغربة، وناس وناس وغيرها.
مَثلت كوثر رمزي مع عادل إمام في مجموعةٍ من الأعمال الفنية، مثل أفلام طيور الظلام، وبخيت وعديلة، إلى جانب مسرحيتي الزعيم، وبودي جارد.
نالت كوثر رمزي شهادة تقدير من الرئيس الراحل أنور السادات.

### الفوازير
- المناسبات

## وفاتها
توفيت في 2 سبتمبر 2018، عن عمرٍ يناهز 87 عامًا، نتيجةً لهبوط حاد في الدورة الدموية.
كانت كوثر تُعاني من شللٍ في الساق واليد اليمني نتيجةً لإصابتها بجلطة سابقًا.

## روابط خارجية
- كوثر رمزي على موقع IMDb (الإنجليزية)
- كوثر رمزي على موقع الدهليز
- كوثر رمزي على موقع قاعدة بيانات الأفلام العربية